# 船越真美子
船越 真美子（ふなこし まみこ、1989年8月21日 - ）は、日本の女優である。獅子座、身長157cm。本名同じ。大阪府大阪市出身。サンミュージックグループ所属。

## 来歴
- 3歳からミュージカルスクールに通う。
- 6歳からモデルの芸能事務所に所属する。
- 10歳から「フラワー・メズーラの秘密」や「かぐやの浦島モモタロウ」公演を行ったアルゴミュージカルで活躍する。
- 2nd LIVEで、ユニット名『MERQ』(ミールック)を発表。妹の船越英里子とともに活動を開始する。2013年に『GO,JET!GO!GO!』『微熱時代』『Summer Breeze』、2014年には『RooQ at ME』をリリース。2014年12月31日に解散。
- 2014年には自身作詞の初ソロ曲『cosmos』リリース。
- 2017年お笑い芸人、槙尾ユウスケと岩崎う大のコンビ「かもめんたる」主宰の劇団「劇団かもめんたる」へ入団。芸能事務所「サンミュージックグループ」所属となる。

## 人物
- 妹の船越英里子と一緒にアルザという名前でユニットを組んでいた。
- 特技は、ダンス・新体操。
- 趣味は観劇、ドラム、ピアノ、ペットショップ巡り。
- 好きな食べ物は蟹、アイスクリーム、レアチーズタルト。
- 好きな色はピンク色。
- 好きな動物はパンダ、ウサギ、猫。ペットはヒョウモントカゲモドキのメルたん(2011.8.21～2018.6.3)、ニシアフリカトカゲモドキのグクりん

## 出演作品

### ラジオ
- 『まるごとディズニーミュージック』（2006年4月9日 - 2006年10月1日、文化放送／まるごとステーション）
- 『まるごとアルザ』』（2006年4月9日 - 2006年10月1日、文化放送／まるごとステーション）

### PV
- オーイシマサヨシ「君じゃなきゃダメみたい」（2014年）(テレビアニメ『月刊少女野崎くん』オープニングテーマ) - MERQとしてバックダンサーにて出演

### CM
- 関西電力（1995年）
- おもちゃのカワグチ（1996年）
- うなぎパイ（2000年）
- ユニバーサル・スタジオ・ジャパン（2001年）
- 東京レプタイルズワールド2012（2012年）[1]

### 映画
- Nekome Film「Mr.バブルガム」(2009年）

### 舞台
1993年
- 『赤毛のアニー』（自主公演）

1999年
- アルゴミュージカル第13回目「フラワー・メズーラの秘密」 - さと／デビ 役

2000年
- アルゴミュージカル第14回目「あんず 〜心の扉をあけて〜」 - くるみ／もみじ 役

2001年
- アルゴミュージカル第15回目「スタート![2]」 - 宮田玲子／ミミ 役

2002年
- 東宝ミュージカル「王様と私」(大阪・梅田コマ劇場)
- アルゴミュージカル第16回公演「誰もがリーダー 誰もがスター」 - のぞみ 役

2003年
- アルゴミュージカル第17回公演「山に抱かれて 〜新・子猿物語〜[3]」 - ミミ 役

2004年
- アルゴミュージカル第18回公演「ユー・ガット・ア・フレンド[4]」(青山円形劇場ほか)
- エアースタジオ「ChuーChuーChu's day」(10月14日-17日 池袋・東京芸術劇場) - 美那 役

2005年
- エアースタジオ「GO,JET!GO!GO!サプライズ版」(10月22日-23日 池袋・サンシャイン劇場) - 千佳 役
- アルゴ2005 ミュージカルキッズ★アルゴ「かぐやの浦島モモタロウ[5]」 - ヒメ 役

2006年
- シアター・クラシックス 第11回公演「女王ふたり」(4月5日-9日 恵比寿エコー劇場)
- アルゴ2006 ミュージカルキッズ★アルゴ「新・かぐやの浦島モモタロウ[6]」 - ヒメ 役

2007年
- エアースタジオ「夏の夜の夢〜A MIDSUMMER NIGHT'S DREAM〜」(5月10日-13日 池袋・東京芸術劇場) - パック 役
- エアースタジオ「少年陰陽師＜歌絵巻＞―この少年、晴明の後継につき―」(10月4日-8日 池袋・サンシャイン劇場)- 藤原彰子 役

2008年
- シアター・クラシックス・ショーケース ＃6「劇ショート＆ショート・ショート」(3月　シアター代官山)
- エアースタジオ「GO,JET!GO!GO!」（4月3日-7日、銀座・Air Studio） - 木下夏代 役
- エアースタジオ「KissMeYou 〜がんばったシンプー達へ〜」(5月8日-13日 新宿・全労済ホールスペース・ゼロ) - 須藤宮子 役
- 「ミュージカル『緋色の欠片〜運命の守護者〜』」（12月31日- 2009年1月4日 池袋・シアターグリーン) - 春日珠紀[7] 役

2009年
- 「ミュージカル『緋色の欠片〜運命の守護者〜』」（1月16日-18日 大阪・ABCホール、5月9日-10日 築地・ブディストホール）- 春日珠紀 役

 2010年 
- 八犬伝（7月14日- 19日 池袋・シアターグリーン) - 伏姫 役(声のみ出演)
- エアースタジオ「オサエロ」（8月26日-30日、東日本橋・AQUA studio）- 小佐野 役

 2012年 
- エアースタジオ「君死にたまふことなかれ」（2月2日-5日、東日本橋・AQUA studio） - 雨宮しをり 役
- エアースタジオ「〜Go,Jet!CARNIVAL〜 GO,JET!GO!GO! Vol.3 〜Mr.Moooon Light〜 + Vol.4 〜Last Dance For Me! Me! Meee!〜」（3月16日-25日、東日本橋・AQUA studio）- 木下夏代 役
- エアースタジオ「GO,JET!GO!GO! Vol.1〜I LOVE YOUが言えなくて〜 + ZERO」（4月27日-5月6日、東日本橋・AQUA studio）- 木下夏代 役
- エアースタジオ「GO,JET!GO!GO! Vol.5 〜涙のドライマティーニ ガールズにライバル出現!?〜」<初演>（7月18日-29日、東日本橋・AQUA studio） - 木下夏代 役
- エアースタジオ「GO,JET!GO!GO! Vol.1 JAPAN VS KOREA」（8月3日-7日、東日本橋・AQUA studio） - 井村早紀 役
- エアースタジオ「プレイス」（9月12日-17日、東日本橋・AQUA studio）- 史(ふみ) 役
- エアースタジオ「GO,JET!GO!GO! Vol.6 〜追憶のブルージーン・クリスマス〜」<初演>（12月14日-24日、東日本橋・AQUA studio） - 木下夏代 役(Aチーム) / 井村早紀 役(Bチーム)

 2013年 
- エアースタジオ「PRIDE」（1月24日-28日、東日本橋・AQUA studio）- 麻美(あさみ) 役
- エアースタジオ「GO,JET!GO!GO! Vol.2 〜浮気なJETのパレットキャット〜」（2月7日-11日、東日本橋・AQUA studio） - フィフィ 役(Aチーム) / 木下夏代 役(Cチーム)
- エアースタジオ「GO,JET!GO!GO! Vol.2 JAPAN VS KOREA」（2月14日-18日、東日本橋・AQUA studio） - 井村早紀 役(日本チーム) / ユジン 役(日韓合同チーム)
- エヌウィード＆Apple Tale&Air studioプロデュース「GO,JET!GO!GO! Vol.3」（3月20日-24日、東日本橋・AQUA studio） - 木下夏代 役
- エアースタジオ「GO,JET!GO!GO! Vol.1＋3」（4月3日-9日、東日本橋・アクアスタジオ） - 井村早紀 役(Vol.3のみ出演)
- エアースタジオ「GO,JET!GO!GO!PARADISE LIVE!」<初演>（4月26日-30日、東日本橋・AQUA studio） - 木下夏代 役
- Air studio×ADKアーツ×プロダクション尾木「GO,JET!GO!GO! Vol.1〜I LOVE YOUが言えなくて〜」（5月11日、新宿・SPACE107) - ゲスト出演
- エアースタジオ「Kiss Me You 〜がんばったシンプー達へ〜」(5月22日-26日 新国立劇場/小劇場) - 木村幸子 役
- エアースタジオ「GO,JET!GO!GO! Vol.4」（6月6日-12日、東日本橋・AQUA studio） - 井村早紀 役
- エアースタジオ「GO,JET!GO!GO! ZERO」（6月27日-7月3日、東日本橋・AQUA studio） - 井村早紀 役
- エアースタジオ「アバドンの巣窟」<初演>（7月19日-24日、東日本橋・AQUA studio） - お嬢 役
- エアースタジオ「GO,JET!GO!GO!Vol.2 + PARADISE LIVE!」（8月9日-14日、東日本橋・AQUA studio） - 江田美月 役(PARADISE LIVE!のみ出演)
- エアースタジオ「六畳一間で愛してる」（9月5日-10日、東日本橋・AQUA studio）- 田島美香 役
- エアースタジオ「GO,JET!GO!GO! Vol.5」（10月1日-7日、東日本橋・AQUA studio）- 江田美月 役
- エアースタジオ Act Drive「PERDEATHCA」<初演>（11月1日-5日、東日本橋・AQUA studio）- 真美子・客B 役
- エアースタジオ「GO,JET!GO!GO! Vol.7 〜そんなヒロシが騙された〜」<初演>（11月22日-12月2日、東日本橋・AQUA studio）- 江田美月 役
- エアースタジオ「GO,JET!GO!GO! Vol.6」（12月17日-23日、東日本橋・AQUA studio） - 江田美月 役(Aチーム) / 里奈 役(Cチーム)

 2014年 
- エアースタジオ「GO,JET!GO!GO!PARADISE LIVE Vol.2」<初演>（2月6日-12日、東日本橋・AQUA studio）- 江田美月 役
- エアースタジオ「SAORI〜想い出の六畳一間〜」（3月5日-9日、東日本橋・AQUA studio）- 矢崎豊 役
- エアースタジオ「GO,JET!GO!GO! Vol.1」（3月25日-31日、東日本橋・AQUA studio）- 井村早紀 役
- エアースタジオ「GO,JET!GO!GO!特別版」<初演>（4月3日-6日、東日本橋・AQUA studio）- 江田美月(A) 役
- エアースタジオ Act Drive「PERDEATHCA.TV」<初演>（4月16日-21日、東日本橋・AQUA studio）- 天利さくら、目黒加奈 役他
- エアースタジオ「GO,JET!GO!GO! Vol.1&2」（5月23日-6月1日、東日本橋・AQUA studio） - 井村早紀 役(Vol.2のみ出演)
- エアースタジオ「君死にたまふことなかれ」（7月3日-7日、東日本橋・AQUA studio） -  雨宮しをり 役
- エアースタジオ「GO,JET!GO!GO! Vol.2&3」（7月20日-27日、東日本橋・AQUA studio） - 井村早紀 役 (Vol.3のみ出演)
- エアースタジオ Act Drive「PERDEATHCA.TV」（8月2日-3日、東日本橋・AQUA studio）
- エアースタジオ「プレイス」（9月2日-9日、東日本橋・AQUA studio）- 美奈(A)/晴美(B) 役
- エアースタジオ「GO,JET!GO!GO! Vol.4」（9月25日-10月6日、東日本橋・AQUA studio）  - 井村早紀 役
- エアースタジオ「GO,JET!GO!GO! Vol.8〜想い出のFacebook Lovers〜」<初演>（10月30日-11月9日、東日本橋・AQUA studio） -  井村早紀(A&D) 役
- エアースタジオ Act Drive「PERDEATHCA.TV」（11月15日-16日、東日本橋・AQUA studio）
- エアースタジオ「GO,JET!GO!GO! Vol.6」（12月12日-25日、東日本橋・AQUA studio） - 江田美月 役

 2015年 
- ミュージカル座︎ブロードウェイ・ミュージカル「アイランド〜かつてこの島で〜 」（5月7日-12日、品川・六行会ホール） - 星組ストーリーテラー
- BLOOD-C STAGE PRODUCT「BLOOD-C〜The LAST MIND〜」（7月2日-5日、世田谷パブリックシアター） - パフォーマー
- 「攻殻機動隊 ARISE:GHOST is ALIVE」（11月5日-15日、池袋・東京芸術劇場プレイハウス）-　パフォーマー(産業大臣 役　他)

 2018年 
- 劇団かもめんたる第4回公演「尾も白くなる冬」（1月30日-2月4日、赤坂RED/THEATER）
- ミュージカル座4月公演 「タイム･フライズ」（4月26日-29日、光が丘・IMAホール）-　海老原真梨【昭和の学生】役
- D.K HOLLYWOOD～いかれた奴らが、世界を廻す！～「Hysteric Fellows」（5月30日-6月3日、新宿・シアターサンモール)
- 劇団かもめんたる第5回公演『市民プールにピラニアが出た‼︎』(8月2日-7日、下北沢・駅前劇場)
- 劇団かもめんたる「根の張る方へ」(10月14日、下北沢・本多劇場)

 2019年 
- こちらスーパーうさぎ帝国第26回公演「クリームソーダ」（2月6日-11日、浅草九劇)
- 劇団かもめんたる第7回公演「宇宙人はクラゲが嫌い」（5月11日-19日、赤坂RED/THEATER）

### イベント・ライブ
2007年
- 「オシャレ魔女 ラブandベリー マジカルコンサート〜オーケストラと夢みるステージ〜」(3月29日 愛知県芸術劇場・大ホール、4月7日 大阪・フェスティバルホール、4月15日 神奈川・パシフィコ横浜・国立大ホール) - ベリー 役

 2012年 
- 東京レプタイルズワールド2012 (5月19.20日) - イメージガールとして参加
- エアースタジオ「GO,JET!GO!GO!ファン感謝イベント」(7月14日、東日本橋・アクアスタジオ）- 木下夏代 役
- エアースタジオ「GO,JET!ライブイベント」＆「トークイベント」(12月1日-2日・8日-9日・22日-23日、東日本橋・アクアスタジオ）

 2013年 
- 神田明神 節分祭豆まき式(2月3日、神田明神)
- エアースタジオ「GO,JET!GO!GO!アフタートークイベント」（2月23日、東日本橋・AQUA studio）
- エアースタジオ「真美子＆英里子 1st LIVE!! マミエリの謎に迫る!? vol.1」（5月4日、東日本橋・AQUA studio）
- エアースタジオ「真美子＆英里子 2nd LIVE!! マミエリのユニット名決定!? vol.2」（6月16日、東日本橋・AQUA studio）
- JAPAN IDOL MEETING vol.3（6月23日、東新宿・バトゥール東京）- MERQとして参加
- エアースタジオ「MERQ ERIKO BIRTHDAY LIVE ❤」(7月7日、東日本橋・AQUA studio）- ゲスト出演
- JAPAN IDOL MEETING vol.4（7月14日、渋谷・ココナッツ・ラウンジ）- MERQとして参加
- 「キングオブコント2013」予選1回戦（7月26日、新宿・シアターブラッツ）- MERQとして参加
- アキバ大好き！祭り 2013 SUMMER（7月28日、秋葉原・アソビットシティ）- MERQとして参加
- IDOL SUMMER GROOVE 2013（8月1日、高田馬場・CLUB PHASE）- MERQとして参加
- Dream on Stage 特別編〜第2回熱闘アイドル甲子園〜（8月4日、渋谷・VUENOS）- MERQとして参加
- PETIT神LIVE WEEKDAY2 (8月6日、荒川・東京キネマ倶楽部）- GO,JET! GIRL'Sとして参加
- エアースタジオ「MERQ MAMIKO BIRTHDAY LIVE ❤」(8月18日、東日本橋・AQUA studio）
- 楽遊×アイドルイベントえびすまつりvol.92 (8月25日、新宿・Birth）- MERQとして参加
- Future Idol Gate Level 1＆2(9月15日、池袋・ikebukuro Dot）- MERQとして参加
- SnowDrops「青春Pieceすとれーと!!」CD発売記念イベント(10月12日、秋葉原・アソビットシティ）- MERQとしてゲスト出演
- Future Idol Gate Level 6(10月13日、池袋・ikebukuro Dot）- MERQとして参加
- ウタ娘定期ライヴ(10月19日、赤坂・GENKI劇場）- MERQとして参加
- GirlyRock&Pop Vol.6 (11月16日、新宿・Birth）- GO,JET! GIRL'Sとして参加
- エアースタジオ「MERQ 3rd LIVE!! 1年目を振り返る約1時間」（12月22日、東日本橋・AQUA studio）- MERQとして参加
- フューチャーアイドルパーティースペシャル「アイドルプラネット プレミアムLIVE DAY」（12月30日、渋谷・duo MUSIC EXCHANGE）- MERQとして参加

 2014年 
- ウタ娘スーパーライブ投票バトル(1月4日、赤坂・赤坂GENKI劇場）- MERQとして参加
- グッドアイドルミュージック×アイドルプラネットPresents「フューチャーアイドルゲート新春スペシャル NIGHT」(1月5日、池袋・ikebukuro Dot）- MERQとして参加
- Future Idol Gate Level 16 DAY(1月19日、池袋・ikebukuro Dot）- MERQとして参加
- Yoyogi I doll Stage(1月19日、代々木・ミューズモード音楽院）- MERQとして参加
- ウタ娘スーパーライブ投票バトル(1月21日、恵比寿・恵比寿ファクトリー）- MERQとして参加
- GIRLS×GIRLS×GIRLS(1月26日、鶯谷・東京キネマ倶楽部）- MERQとして参加
- 神田明神 節分祭豆まき式(2月3日、神田明神)
- エアースタジオ「MERQ 4th LIVE!! ファン感謝バレンタインイベント」（2月9日、東日本橋・AQUA studio）- MERQとして参加
- ウタ娘スーパーライブ一部/二部(2月23日、新木場スタジオコースト)- MERQとして参加
- SSG Presents「PRIDE In TOKYO」〜ホワイトデーは渡さナインです！！〜(3月14日、渋谷Glad)- MERQとして参加
- SEA級グルメカーニバル@井の頭恩賜公園〜海がつなぐ絆祭り〜(3月28日、井の頭恩賜公園西園)- GO,JET!GIRLSとして参加
- フューチャーアイドルパーティースペシャル「アイドルプラネット プレミアムLIVE Ver2.5」（4月23日、渋谷・duo MUSIC EXCHANGE）- MERQとして参加
- CLEAR'S主催ライブ「IDOL CLEAN LIVE Vol.4」〜みんなでキレイにしましょ〜（4月26日、渋谷・O-nest）- MERQとして参加
- Future Idol Gate Level 29 NIGHT(5月31日、池袋・ikebukuro Dot）- MERQとして参加
- Future Idol Gate Level 30 NIGHT(6月7日、池袋・ikebukuro Dot）- MERQとして参加
- エアースタジオ「MERQ 1st Anniversary -RooQ at ME-」（6月15日、渋谷gee-ge）- MERQとして参加
- 「TOKYOTOWER TV(東京タワーテレビ)」（7月13日、東京タワー大展望台Club333）－ GO,JET!GIRLSとしてゲスト出演
- エアースタジオ「MERQ ERIKO BIRTHDAY LIVE」（7月20日、東日本橋・AQUA studio）
- 「湘南アイドルコレクション」（8月16日、江ノ島・海の家「KULA」）- MERQ(MAMIKOのみ)として参加
- アイドルプラネット1st Anniversary LIVE 『アイドルプラネット プレミアムLIVEスペシャル DAY』（8月17日、渋谷・duo MUSIC EXCHANGE）- MERQ(MAMIKOのみ)として参加
- エアースタジオ「MERQ MAMIKO BIRTHDAY LIVE」（8月21日、東日本橋・AQUA studio）
- エアースタジオ「GO,JET!GO!GO!vol.4」本番直前イベント（9月20日、東日本橋・AQUA studio）- 井村早紀役、進行MCとして参加
- YO FUJII's SPECIAL LIVE 2014〜永遠の17祭〜（10月20日、渋谷gee-ge）- ゲスト出演
- エアースタジオ「GO,JET!GO!GO!vol.8」本番直前イベント（10月25日、東日本橋・AQUA studio）- 井村早紀役、進行MCとして参加
- エアースタジオ Act Drive「PERDEATHCA.TV」ファンミーティング（11月16日、東日本橋・AQUA studio）
- エアースタジオ「GO,JET!GO!GO!vol.6」ファン感謝イベント（12月17日、25日、東日本橋・AQUA studio）

 2015年 
- 「MAMI×ERI 姉妹のお久しぶりね＊Winter LIVE〜少しは私も大人になったでshow★〜」(12月18日、新中野・LIVE CAFE 弁天）-

## 発表作品

### CD
- 『うなぎのじゅもん』（ユニバーサルミュージック） - 小椋佳 & アルザ 名義
- 『GO,JET!GO!GO!』(GO,JET!GO!GO!テーマソング）- 船越真美子&船越英里子 名義
- 『微熱時代』(GO,JET!GO!GO!テーマソング）- 船越真美子&船越英里子 名義
- 『Summer Breeze』- MERQ 名義
- 『PERDEATHCA』(PERDEATHCAテーマソング）-船越真美子&船越英里子&森田このみ　名義
- 『COSMOS』（PERDEATHCA劇中歌）－作詞：船越真美子
- 『RooQ at ME』－作詞：MERQ
- 『MERQ!GO!GO!』

### 未発売作品
- 『あなたの街の可愛いお店』：宝くじCMソング。2005年発表
- 『招き猫の歌』：宝くじCMソング。2005年発表